# Żywe Muzeum Obwarzanka w Krakowie
Żywe Muzeum Obwarzanka w Krakowie – interaktywna, prywatna placówka muzealna w Krakowie, w której odbywają się pokazy połączone z warsztatami wypieku obwarzanka. Placówka promuje krakowską kulturę i historię.

## Historia i charakterystyka muzeum
Żywe muzeum otwarte 5 listopada 2017 roku przez firmę Made In Krakow, poświęcone jest ponad 600-letniej tradycji obwarzania obwarzanków.
28 listopada 2006 roku „obwarzanek krakowski” został wpisany na Listę produktów tradycyjnych z województwa małopolskiego w kategorii wyrobów piekarniczych i cukierniczych , a 30 października 2010 na listę produktów chronionych Unii Europejskiej .
Odwiedzający muzeum poznają historię obwarzanka, technologię jego wypieku oraz w trakcie warsztatów samodzielnie wykonują własnego obwarzanka.
Żywe Muzeum aktywnie promuje krakowskiego obwarzanka także poza murami muzeum jako partner Urzędu Miasta Krakowa i Małopolskiej Organizacji Turystycznej.
Wydarzenia, w których uczestniczyło Żywe Muzeum Obwarzanka:
- wydarzenia związane z przyznaniem miastu Kraków tytułu „Europejska Stolica Kultury Gastronomicznej Kraków 2019” przez Europejską Akademię Gastronomiczną[3]
- Święto Obwarzanka – festiwal, który odbywa się cyklicznie na Małym Rynku w Krakowie od 2018 roku[4].
- Pikniki Krakowskie[5]
- Dzień Otwarty Magistratu[6]
- Camper Małopolski we Lwowie 2019[7]
- Dzień Polski w ogrodach Ambasady RP w Pradze 2019[8]
- Krakow Experience Festival – zorganizowany w 2019 roku przez Szkocko-Polskie Stowarzyszenie Kulturalne we współpracy z Konsulatem Generalnym RP w Edynburgu w związku z odnowieniem partnerstwa kulturalnego na kolejne pięć lat między Krakowem i Edynburgiem[9].

## Nagrody i wyróżnienia
- 2018 Krakowska Izba Turystyki przyznała firmie Made In Krakow - Żywe Muzeum Obwarzanka nagrodę „ODYS”; za ożywienie warsztatowe tradycyjnej technologii wyrobu obwarzanków krakowskich i interaktywne przedstawienie odwiedzającym Kraków turystom ponad 600-letniej historii ich wypieku[10] .
- 2019 odznaczenie Certyfikat Jakości Trip Advisor
- 2020 odznaczenie Travellers Choice Trip Advisor
- 2021 Certyfikat Polskiej Organizacji Turystycznej „Produkt Turystyczny roku 2021”[11].

Muzeum jest obiektem całorocznym, otwarte 7 dni w tygodniu; w piątki, soboty i niedziele dla turystów indywidualnych, a w pozostałe dni dla grup zorganizowanych.